# شکلی از دوست داشتن (فیلم)
شکلی از دوست داشتن (انگلیسی: A Kind of Loving) یک فیلم به کارگردانی جان شلزینجر است که در سال ۱۹۶۲ منتشر شد. از بازیگران آن می‌توان به آلن بیتس و پیتر مدن اشاره کرد. این فیلم در ۱۹۶۲، برنده خرس طلایی از جشنواره فیلم برلین شده‌است.